# Lipka (gmina)
Pour les articles homonymes, voir Lipka.
Lipka est une gmina rurale du powiat de Złotów, Grande-Pologne, dans le centre-ouest de la Pologne. Son siège est le village de Lipka, qui se situe environ 21 km au nord-est de Złotów et 124 km au nord de la capitale régionale Poznań.
La gmina couvre une superficie de 191,01 km2 pour une population de 5 561 habitants.

## Géographie

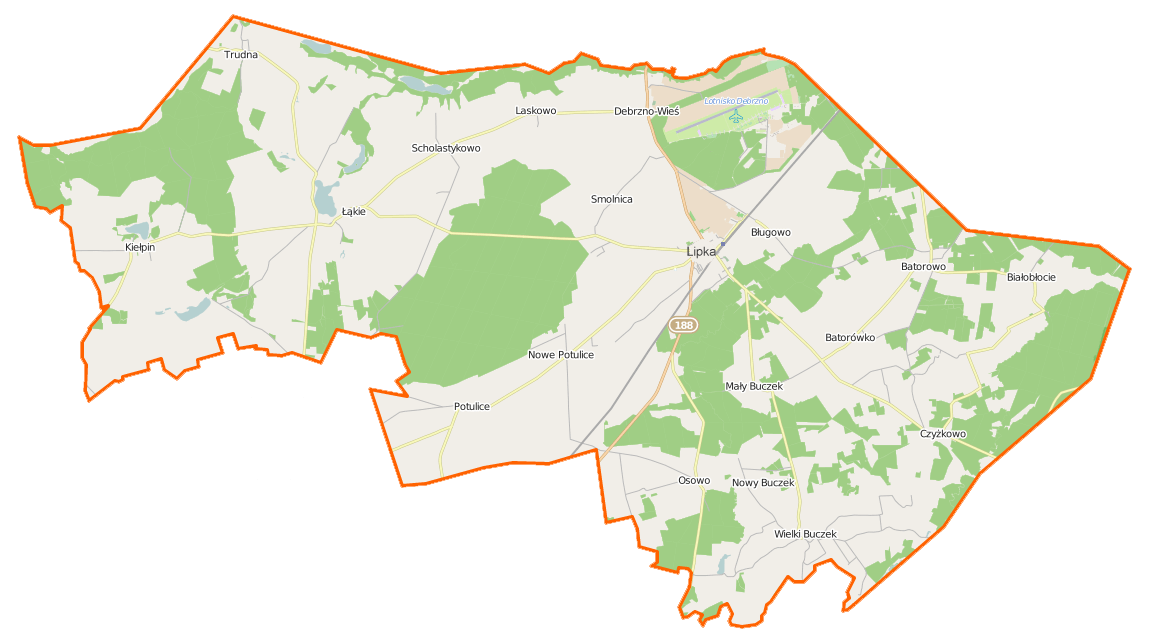
Plan de la gmina.

Outre le village de Lipka, la gmina inclut les villages de:
- Batorowo
- Batorówko
- Białobłocie
- Bługowo
- Czyżkowo
- Debrzno-Wieś
- Kiełpin
- Laskowo
- Łąkie
- Mały Buczek
- Nowe Potulice
- Nowy Buczek
- Osowo
- Potulice
- Scholastykowo
- Smolnica
- Trudna
- Wielki Buczek

### Gminy voisines
La gmina de Lipka est bordée des gminy de:
- Debrzno
- Okonek
- Sępólno Krajeńskie
- Więcbork
- Zakrzewo
- Złotów

## Structure du terrain
D'après les données de 2002, la superficie de la commune de Lipka est de 191,01 km², répartis comme tel :
- terres agricoles : 60 %
- forêts : 29 %

La commune représente 11,5 % de la superficie du powiat.

## Démographie
Données du 30 juin 2004 :
| description        | Total  | Total | Femmes | Femmes | Hommes | Hommes |
| ------------------ | ------ | ----- | ------ | ------ | ------ | ------ |
| Unité              | Nombre | %     | Nombre | %      | Nombre | %      |
| population         | 5 638  | 100   | 2 805  | 49,8   | 2 833  | 50,2   |
| Densité (hab./km²) | 29,5   | 29,5  | 14,7   | 14,7   | 14,8   | 14,8   |